# Giải bóng đá Vô địch U-19 Quốc gia 2024–25
Giải bóng đá Vô địch U-19 Quốc gia 2024–25 là mùa giải thứ 20 của Giải bóng đá Vô địch U-19 Quốc gia do Liên đoàn bóng đá Việt Nam (VFF) tổ chức. Vòng chung kết của giải, gồm 12 đội bóng, được tổ chức tại Bà Rịa – Vũng Tàu từ ngày 15 tháng 2 đến ngày 28 tháng 2 năm 2025.
Hà Nội là đương kim vô địch, nhưng đã bị loại từ vòng bảng.

## Vòng loại
Vòng loại diễn ra từ ngày 22 tháng 12 năm 2024 đến ngày 14 tháng 1 năm 2025 với sáu bảng đấu chia theo khu vực địa lý. Các đội bóng ở mỗi bảng thi đấu vòng tròn hai lượt tính điểm, chọn sáu đội nhất bảng và năm đội nhì bảng có thành tích tốt nhất tham dự vòng chung kết. 

### Các đội vượt qua vòng loại
| Câu lạc bộ            | Tư cách vượt qua vòng loại |
| --------------------- | -------------------------- |
| Bà Rịa – Vũng Tàu     | Chủ nhà                    |
| Thể Công – Viettel    | Nhất bảng A                |
| Sông Lam Nghệ An      | Nhất bảng B                |
| SHB Đà Nẵng           | Nhất bảng C                |
| Bình Phước            | Nhất bảng D                |
| Đồng Tháp             | Nhất bảng E                |
| Hà Nội                | Nhì bảng A                 |
| PVF                   | Nhì bảng B                 |
| Hồng Lĩnh Hà Tĩnh     | Nhì bảng C                 |
| Becamex Bình Dương    | Nhì bảng D                 |
| Thành phố Hồ Chí Minh | Nhì bảng E                 |
| Đồng Nai              | Ba bảng tốt nhất           |

## Đội hình
Các cầu thủ sinh từ ngày 1 tháng 1 năm 2006 đến ngày 31 tháng 12 năm 2009 có đủ điều kiện để tham dự giải đấu. Mỗi đội phải đăng ký một đội hình gồm tối thiểu 18 cầu thủ và tối đa 30 cầu thủ. Trong đó, danh sách phải có tối thiểu 2 thủ môn và tối đa 1 cầu thủ nước ngoài gốc Việt Nam (Quy định mục 7.1).

## Bốc thăm
Lễ bốc thăm chia bảng và xếp lịch thi đấu diễn ra vào lúc 15:00 ngày 21 tháng 1 năm 2025 tại Hội trường Liên đoàn Bóng đá Việt Nam, quận Nam Từ Liêm, Hà Nội.

### Nguyên tắc bốc thăm
1. Đội chủ nhà Bà Rịa – Vũng Tàu mang mã số A1 thi đấu trận khai mạc;
2. Phân bố đều đội chủ nhà vòng chung kết và các đội xếp thứ nhất tại vòng loại vào các nhóm tại vòng chung kết;
3. Các đội cùng bảng tại vòng loại không cùng nhóm tại vòng chung kết (ngoại trừ trường hợp đội xếp thứ ba với các đội ở vòng loại)
4. Tối đa hai đội xếp thứ nhất tại vòng loại ở cùng bảng tại vòng chung kết;
5. Các đội cùng bảng tại vòng loại không cùng bảng tại vòng chung kết.

### Kết quả bốc thăm
(H): Chủ nhà 
| VT | Đội                   |
| -- | --------------------- |
| A1 | Bà Rịa – Vũng Tàu (H) |
| A2 | SHB Đà Nẵng           |
| A3 | Hà Nội                |
| A4 | Becamex Bình Dương    |

| VT | Đội                |
| -- | ------------------ |
| B1 | Đồng Nai           |
| B2 | Thể Công – Viettel |
| B3 | Đồng Tháp          |
| B4 | PVF                |

| VT | Đội                   |
| -- | --------------------- |
| C1 | Thành phố Hồ Chí Minh |
| C2 | Bình Phước            |
| C3 | Hồng Lĩnh Hà Tĩnh     |
| C4 | Sông Lam Nghệ An      |

## Vòng bảng

### Các tiêu chí
Các đội được xếp hạng theo điểm (3 điểm cho 1 trận thắng, 1 điểm cho 1 trận hòa, 0 điểm cho 1 trận thua), và nếu bằng điểm, các tiêu chí sau đây được áp dụng theo thứ tự, để xác định thứ hạng:
1. Điểm trong các trận đối đầu trực tiếp giữa các đội bằng điểm;
2. Hiệu số bàn thắng thua trong các trận đối đầu trực tiếp giữa các đội bằng điểm;
3. Số bàn thắng ghi được trong các trận đối đầu trực tiếp giữa các đội bằng điểm;
4. Nếu có nhiều hơn hai đội bằng điểm, và sau khi áp dụng tất cả các tiêu chí đối đầu ở trên, một nhóm nhỏ các đội vẫn còn bằng điểm nhau, tất cả các tiêu chí đối đầu ở trên được áp dụng lại cho riêng nhóm này;
5. Hiệu số bàn thắng thua trong tất cả các trận đấu bảng;
6. Số bàn thắng ghi được trong tất cả các trận đấu bảng;
7. Sút luân lưu nếu chỉ có hai đội bằng điểm và họ gặp nhau trong trận cuối cùng của bảng;
8. Điểm thẻ phạt (thẻ vàng = –1 điểm, thẻ đỏ gián tiếp (2 thẻ vàng) = –3 điểm, thẻ đỏ trực tiếp = –3 điểm, thẻ vàng và thẻ đỏ trực tiếp = –4 điểm);
9. Bốc thăm.

### Bảng A
| VT | Đội                   | ST | T | H | B | BT | BB | HS | Đ | Giành quyền tham dự             |
| -- | --------------------- | -- | - | - | - | -- | -- | -- | - | ------------------------------- |
| 1  | Bà Rịa – Vũng Tàu (H) | 3  | 2 | 1 | 0 | 6  | 3  | +3 | 7 | Lọt vào Vòng đấu loại trực tiếp |
| 2  | Becamex Bình Dương    | 3  | 1 | 2 | 0 | 6  | 3  | +3 | 5 | Lọt vào Vòng đấu loại trực tiếp |
| 3  | Hà Nội                | 3  | 0 | 2 | 1 | 3  | 5  | −2 | 2 |                                 |
| 4  | SHB Đà Nẵng           | 3  | 0 | 1 | 2 | 1  | 5  | −4 | 1 |                                 |

| Bà Rịa – Vũng Tàu                                                                                                 | 1-0                            | SHB Đà Nẵng |
| --- | ------------------------------ | ----------- |
| - Hồ Đức Tuấn 28' - Trần Trung Dũng 47' - Nguyễn Lê Quang Khôi 74' - Hoàng Trung Khải 85' - Nguyễn Khánh An 90+5' | Chi tiết Facebook, Youtube VFF |             |

| Hà Nội                                                                             | 1-1      | Becamex Bình Dương                           |
| ---------------------------------------------------------------------------------- | -------- | -------------------------------------------- |
| - Bùi Tuấn Anh 7' - Nguyễn Anh Tiệp 56' - Nguyễn Xuân Toàn 58' - Phạm Anh Tuấn 76' | Chi tiết | - Hoàng Anh Tú 45+1' - Lê Quang Vinh 85' 56' |

| SHB Đà Nẵng                                       | 1-1      | Hà Nội            |
| ------------------------------------------------- | -------- | ----------------- |
| - Nguyễn Văn Chánh Quyên 24' - Huỳnh Văn Danh 46' | Chi tiết | - Hà Huy Phúc 15' |

| Becamex Bình Dương         | 2-2      | Bà Rịa – Vũng Tàu                                                                       |
| -------------------------- | -------- | --------------------------------------------------------------------------------------- |
| - Lê Quang Vinh 85', 90+5' | Chi tiết | - Trần Hùng Dũng 24' - Đậu Quang Hưng 45' - Phạm Minh Quân 82' 90+3' - Lê Khả Đức 90+3' |

| Bà Rịa – Vũng Tàu                                                                                                | 3-1      | Hà Nội                                       |
| --- | -------- | -------------------------------------------- |
| - Hoàng Trung Khải 23' - Phạm Minh Quân 54' - Nguyễn Lê Quang Khôi 61' - Hoa Xuân Tín 71' - Đậu Quang Hưng 90+1' | Chi tiết | - Nguyễn Tiến Đạt 45' - Nguyễn Việt Long 76' |

| SHB Đà Nẵng                                                            | 0-3      | Becamex Bình Dương                                                                                     |
| ---------------------------------------------------------------------- | -------- | --- |
| - Nguyễn Minh Tuấn 37' - Đào Văn Lượng 47' - Nguyễn Trung Nguyên 90+3' | Chi tiết | - Bùi Thái Anh Tài 39' - Lê Đức Phát 40' - Lê Văn Hoàn 60' - Thông Minh Sơn 61' - Nguyễn Minh Đăng 83' |

### Bảng B
| VT | Đội                | ST | T | H | B | BT | BB | HS  | Đ | Giành quyền tham dự             |
| -- | ------------------ | -- | - | - | - | -- | -- | --- | - | ------------------------------- |
| 1  | PVF                | 3  | 3 | 0 | 0 | 15 | 1  | +14 | 9 | Lọt vào Vòng đấu loại trực tiếp |
| 2  | Thể Công – Viettel | 3  | 1 | 1 | 1 | 8  | 8  | 0   | 4 | Lọt vào Vòng đấu loại trực tiếp |
| 3  | Đồng Tháp          | 3  | 1 | 1 | 1 | 5  | 7  | −2  | 4 | Lọt vào Vòng đấu loại trực tiếp |
| 4  | Đồng Nai           | 3  | 0 | 0 | 3 | 2  | 14 | −12 | 0 |                                 |

| Đồng Nai | 0-5      | Thể Công – Viettel                                                               |
| -------- | -------- | -------------------------------------------------------------------------------- |
|          | Chi tiết | - Nguyễn Hoàng Khanh 28', 41', 84' 80' - Hoàng Văn Thái 45' - Hoàng Công Hậu 50' |

| Đồng Tháp                                  | 0-3      | PVF |
| ------------------------------------------ | -------- | --- |
| - Võ Quốc Trung 60' - Nguyễn Hữu Thiện 71' | Chi tiết | - Nguyễn Lê Phát 31' 67' - Bùi Hoàng Sơn 43' - Nguyễn Trọng Đức Vũ 62' - Đào Quang Anh 72' - Nguyễn Văn Dương 75' - Lê Anh Đức 86' |

| Thể Công – Viettel                                                      | 2-2      | Đồng Tháp                                                               |
| ----------------------------------------------------------------------- | -------- | ----------------------------------------------------------------------- |
| - Nguyễn Minh Kỳ 12', 26' - Nguyễn Quang Linh 20' - Đặng Thanh Bình 28' | Chi tiết | - Nguyễn Công Vinh 30' - Nguyễn Hữu Thiện 58' - Lê Huỳnh Triệu 85', 87' |

| PVF | 6-0      | Đồng Nai                                                           |
| --- | -------- | ------------------------------------------------------------------ |
| - Nguyễn Sỹ Mạnh Dũng 5', 20', 90+3' - Nguyễn Hoàng Anh 16' - Lê Huy Việt Anh 37' - Nguyễn Văn Dương 50' - Nguyễn Văn Bách 65' - Lê Nguyễn Quốc Kiên 70' - Đoàn Huy Long 73' | Chi tiết | - Trần Vũ Đại Dương 28' - Trần Lê Bảo Tuấn 77' - Đặng Minh Huy 87' |

| Đồng Nai                                                                | 2-3      | Đồng Tháp                                                                                               |
| ----------------------------------------------------------------------- | -------- | --- |
| - Đinh Tuấn Khang 78' - Nguyễn Công Anh Kiệt 80' - Nguyễn Minh Sang 88' | Chi tiết | - Võ Quốc Trung 19' - Bùi Quốc Duy 41' - Trần Phúc Thịnh 54' - Trần Phúc Thịnh 75' - Lê Huỳnh Triệu 84' |

| Thể Công – Viettel | 1-6      | PVF |
| --- | -------- | --- |
| - Hồ Sỹ Hoàng Sơn 15' - Nguyễn Hoàng Khanh 21' - Nguyễn Minh Kỳ 26' - Nguyễn Hoàng Long 41' - Nguyễn Đức Độ 48' - Nguyễn Đức Thịnh (TLHLV) 54' - Nguyễn Tuấn Anh 69' - Nguyễn Hoàng Nam 81' | Chi tiết | - Nguyễn Trọng Đức Vũ 6' - Lê Anh Đức 9', 23' - Khúc Trọng Hiếu 21' - Nguyễn Lê Phát 43' - Phùng Quang Tú 48' - Nguyễn Văn Bách 71' - Nguyễn Sỹ Mạnh Dũng 88' |

### Bảng C
| VT | Đội                   | ST | T | H | B | BT | BB | HS | Đ | Giành quyền tham dự             |
| -- | --------------------- | -- | - | - | - | -- | -- | -- | - | ------------------------------- |
| 1  | Hồng Lĩnh Hà Tĩnh     | 3  | 2 | 1 | 0 | 7  | 3  | +4 | 7 | Lọt vào Vòng đấu loại trực tiếp |
| 2  | Sông Lam Nghệ An      | 3  | 2 | 1 | 0 | 6  | 2  | +4 | 7 | Lọt vào Vòng đấu loại trực tiếp |
| 3  | Thành phố Hồ Chí Minh | 3  | 1 | 0 | 2 | 3  | 5  | −2 | 3 | Lọt vào Vòng đấu loại trực tiếp |
| 4  | Bình Phước            | 3  | 0 | 0 | 3 | 1  | 7  | −6 | 0 |                                 |

| Thành phố Hồ Chí Minh | 2-1      | Bình Phước                                                                                |
| --- | -------- | ----------------------------------------------------------------------------------------- |
| - Nguyễn Anh Minh 4' - Trần Mạnh Hùng 29' - Nguyễn Hữu Trọng 43' - Khuất Thế Hùng 50' - Nguyễn Phi Hùng 82' - Trương Nguyên Long 85' - Điểu Khuynh 86' | Chi tiết | - Nguyễn Tuấn Sang 14' - Nguyễn Phúc Trần Gia 50' - Điểu Khuynh 69' - Nguyễn Đức Long 88' |

| Hồng Lĩnh Hà Tĩnh | 2-2      | Sông Lam Nghệ An                                                                                                   |
| --- | -------- | --- |
| - Đặng Đức Quang 37' - Trần Thanh Bình 43' - Đặng Đình Chiến Thắng 47' 66' - Nguyễn Văn Phúc 60' - Trần Ngọc Dũng 67' - Nguyễn Duy Khánh 79' | Chi tiết | - Nguyễn Trọng Sơn 16' - Vương Quốc Dũng 41' - Trần Đông Thức 43' - Nguyễn Trọng Sơn 79' - Trương Văn Tấn Sang 85' |

| Bình Phước                                                             | 0-2      | Hồng Lĩnh Hà Tĩnh                                                                                                  |
| ---------------------------------------------------------------------- | -------- | --- |
| - Võ Quốc Thắng 45' - Nguyễn Tuấn Sang 83' - Nguyễn Văn Đứng (HLV) 84' | Chi tiết | - Trần Ngọc Dũng 18' 90+5' - Nguyễn Doãn Mạnh 39' - Mai Việt Dũng 74' - Nguyễn Hữu Tâm 90' - Trần Thanh Bình 90+5' |

| Sông Lam Nghệ An                                                                                         | 1-0      | Thành phố Hồ Chí Minh                                                               |
| --- | -------- | ----------------------------------------------------------------------------------- |
| - Trần Đăng Thức 6' - Lê Tuấn Dũng 36' - Hồ Hữu Nhật Sang 72' - Trần Trọng Sơn 87' - Vương Quốc Dũng 90' | Chi tiết | - Trương Lĩnh Nam 16' - Huỳnh Sơn Thảo 28' - Trần Mạnh Hùng 30' - Diệc Quốc Anh 86' |

| Thành phố Hồ Chí Minh   | 1-3      | Hồng Lĩnh Hà Tĩnh                                                |
| ----------------------- | -------- | ---------------------------------------------------------------- |
| - Nguyễn Anh Minh 90+1' | Chi tiết | - Trần Hải Đăng 3' - Nguyễn Duy Khánh 45+1' - Mai Quốc Phong 75' |

| Bình Phước                                | 0-3      | Sông Lam Nghệ An                                                                                                 |
| ----------------------------------------- | -------- | --- |
| - Nguyễn Đức Long 66' - Võ Quốc Thắng 78' | Chi tiết | - Phạm Quốc Khánh 6', 58' - Phùng Văn Nam 27' - Nguyễn Văn Linh 45+1' - Bạch Trọng Dương 71' - Trần Văn Hiếu 80' |

### Xếp hạng các đội đứng thứ ba bảng đấu
| VT | Bg | Đội                       | ST | T | H | B | BT | BB | HS | Đ | Giành quyền tham dự     |
| -- | -- | ------------------------- | -- | - | - | - | -- | -- | -- | - | ----------------------- |
| 1  | C  | Thành phố Hồ Chí Minh (A) | 2  | 1 | 0 | 1 | 2  | 2  | 0  | 3 | Vòng đấu loại trực tiếp |
| 2  | A  | Hà Nội                    | 3  | 0 | 2 | 1 | 3  | 5  | −2 | 2 | Vòng đấu loại trực tiếp |
| 3  | B  | Đồng Tháp                 | 2  | 0 | 1 | 1 | 2  | 5  | −3 | 1 |                         |

## Vòng đấu loại trực tiếp
Trong vòng đấu loại trực tiếp, loạt sút luân lưu được sử dụng để quyết định đội thắng nếu cần thiết. Sẽ không có hiệp phụ sau khi kết thúc 90 phút thi đấu hiệp phụ.
Các trường hợp
Các trận đấu cụ thể sẽ phụ thuộc vào hai đội xếp thứ ba sẽ giành quyền vào vòng tứ kết:
| Lượt trận | PA1: 3A, 3B           | PA2: 3A, 3C           | PA3: 3B,3C            |
| --------- | --------------------- | --------------------- | --------------------- |
| Tứ kết    | TK1: 1A-2C            | TK1: 1A-3C            | TK1: 1A-3C            |
| Tứ kết    | TK2: 1B-3A            | TK2: 1B-3A            | TK2: 1B-2A            |
| Tứ kết    | TK3: 1C-3B            | TK3: 1C-2B            | TK3: 1C-3B            |
| Tứ kết    | TK4: 2A-2B            | TK4: 2A-2C            | TK4: 2B-2C            |
| Bán kết   | Thắng TK1 - Thắng TK2 | Thắng TK1 - Thắng TK3 | Thắng TK1 - Thắng TK4 |
| Bán kết   | Thắng TK3 - Thắng TK4 | Thắng TK2 - Thắng TK4 | Thắng TK2 - Thắng TK3 |

### Sơ đồ
|  | Tứ kết                | Tứ kết           |                   |       | Bán kết | Bán kết |  |  | Chung kết | Chung kết |
|  |                       |                  |                   |       |         |         |  |  |           |           |
|  | 24/2 - Bà Rịa         |                  |                   |       |         |         |  |  |           |           |
|  |                       |                  |                   |       |         |         |  |  |           |           |
|  | Bà Rịa – Vũng Tàu     | 1                |                   |       |         |         |  |  |           |           |
|  | Bà Rịa – Vũng Tàu     | 1                | 26/2 – Bà Rịa     |       |         |         |  |  |           |           |
|  | Thành phố Hồ Chí Minh | 0                |                   |       |         |         |  |  |           |           |
|  | Thành phố Hồ Chí Minh | 0                | Bà Rịa – Vũng Tàu | 0     |         |         |  |  |           |           |
|  | 23/2 - Tân Hưng       |                  | Bà Rịa – Vũng Tàu | 0     |         |         |  |  |           |           |
|  |                       | Sông Lam Nghệ An | 2                 |       |         |         |  |  |           |           |
|  | Thể Công – Viettel    | Sông Lam Nghệ An | 2                 | 1     |         |         |  |  |           |           |
|  | Thể Công – Viettel    |                  | 28/2 – Bà Rịa     | 1     |         |         |  |  |           |           |
|  | Sông Lam Nghệ An      | 2                |                   |       |         |         |  |  |           |           |
|  | Sông Lam Nghệ An      | 2                | Sông Lam Nghệ An  |       |         |         |  |  |           |           |
|  | 23/2 - Long Tâm       |                  |                   |       |         |         |  |  |           |           |
|  |                       | PVF              |                   |       |         |         |  |  |           |           |
|  | PVF                   | 2                |                   |       |         |         |  |  |           |           |
|  | PVF                   | 2                | 26/2 – Bà Rịa     |       |         |         |  |  |           |           |
|  | Becamex Bình Dương    | 0                |                   |       |         |         |  |  |           |           |
|  | Becamex Bình Dương    | 0                | PVF               | 3     |         |         |  |  |           |           |
|  | 24/2 - Bà Rịa         |                  | PVF               | 3     |         |         |  |  |           |           |
|  |                       | Đồng Tháp        | 0                 |       |         |         |  |  |           |           |
|  | Hồng Lĩnh Hà Tĩnh     | Đồng Tháp        | 0                 | 1 (5) |         |         |  |  |           |           |
|  | Hồng Lĩnh Hà Tĩnh     |                  |                   | 1 (5) |         |         |  |  |           |           |
|  | Đồng Tháp             | 1 (6)            |                   |       |         |         |  |  |           |           |
|  | Đồng Tháp             | 1 (6)            |                   |       |         |         |  |  |           |           |

### Tứ kết
| Thể Công – Viettel                              | 1-2      | Sông Lam Nghệ An                                                              |
| ----------------------------------------------- | -------- | ----------------------------------------------------------------------------- |
| - Nguyễn Quang Linh 45+1' - Đặng Thanh Bình 63' | Chi tiết | - Nguyễn Trọng Tuấn 31' 74' - Nguyễn Văn Tâm 42' - Nguyễn Hồng Việt (HLV) 72' |

| PVF | 2-0      | Becamex Bình Dương  |
| --- | -------- | ------------------- |
| - Đào Huy Long 14' - Nguyễn Sỹ Mạnh Dũng 23' - Nguyễn Trọng Đức Vũ 51' 65' - Đào Quang Anh 63' - Nguyễn Quốc Khánh 73' - Phùng Quang Tú 79' | Chi tiết | - Đinh Sỹ Sơn 90+1' |

| Hồng Lĩnh Hà Tĩnh                                                            | 1-1      | Đồng Tháp                                 |
| ---------------------------------------------------------------------------- | -------- | ----------------------------------------- |
| - Trần Thanh Bình 48' - Đặng Đức Quang 60' 68' - Đặng Đình Chiến Thắng 90+1' | Chi tiết | - Lê Huỳnh Triệu 6' - Nguyễn Võ Phú Cường |
| Loạt sút luân lưu                                                            |          |                                           |
|                                                                              | 5-6      |                                           |

| Bà Rịa – Vũng Tàu                                                      | 1-0      | Thành phố Hồ Chí Minh |
| ---------------------------------------------------------------------- | -------- | --------------------- |
| - Trương Nhạc Minh 52' - Đậu Quang Hưng 56' - Nguyễn Lê Quang Khôi 84' | Chi tiết | - Nguyễn Anh Minh 12' |

### Bán kết
| PVF                                                                                   | 3-0      | Đồng Tháp           |
| ------------------------------------------------------------------------------------- | -------- | ------------------- |
| - Lê Anh Đức 8' - Nguyễn Sỹ Mạnh Dũng 53' - Nguyễn Quốc Toản 56' - Nguyễn Lê Phát 82' | Chi tiết | - Võ Quốc Trung 43' |

| Bà Rịa – Vũng Tàu                                                   | 0-2      | Sông Lam Nghệ An                                                                                             |
| ------------------------------------------------------------------- | -------- | --- |
| - Trương Nhạc Minh 11' - Hồ Đức Tuấn 63' - Nguyễn Huỳnh Tuấn Tú 86' | Chi tiết | - Nguyễn Tấn Minh 6' - Nguyễn Trọng Tuấn 34' 75' (ph.đ.) - Phạm Nguyễn Quốc Trung 45' - Nguyễn Trọng Sơn 80' |

### Chung kết
| PVF | v | Sông Lam Nghệ An |
| --- | - | ---------------- |
|     |   |                  |